# Filip De Wilde
Filip De Wilde (5 de juliol de 1964) és un exfutbolista belga.

## Selecció de Bèlgica
Va formar part de l'equip belga a la Copa del Món de 1990. Destacà com a jugador del RSC Anderlecht, amb més de 400 partits oficials.